# Doonbeg
Doonbeg är en ort i republiken Irland.   Den ligger i grevskapet An Clár och provinsen Munster, i den västra delen av landet, 230 km väster om huvudstaden Dublin. Doonbeg ligger 6 meter över havet och antalet invånare är 272.
Terrängen runt Doonbeg är platt. Havet är nära Doonbeg åt nordväst. Runt Doonbeg är det glesbefolkat, med 14 invånare per kvadratkilometer. Närmaste större samhälle är Kilkee, 10,0 km sydväst om Doonbeg. Trakten runt Doonbeg består i huvudsak av gräsmarker.